# Gonomyia aequalis
Gonomyia aequalis är en tvåvingeart som beskrevs av Alexander 1916. Gonomyia aequalis ingår i släktet Gonomyia och familjen småharkrankar.
Artens utbredningsområde är Guatemala. Inga underarter finns listade i Catalogue of Life.